# André Bertrand
André Bertrand (n. 1928) es un botánico francés.

## Algunas publicaciones

### Libros
- andré Bertrand. 1959. Indoor plants and how to grow them. Editor Lockwood, 92 pp.

- eugène Laumonnier, andré Bertrand. 1957. Plantes annuelles. Les Livres d'or de la nature. Editor la Maison rustique, 167 pp.

- andré Bertrand, andré Guillaumin. 1954. Cactées. 2ª edición de la Maison rustique, 166 pp.

## Honores
- La abreviatura «A.Bertrand» se emplea para indicar a André Bertrand como autoridad en la descripción y clasificación científica de los vegetales.[1]